# 蟹江站
蟹江站（日语：／ Kanie eki */?）是位於日本愛知縣海部郡蟹江町大字今字上六反田，屬於東海旅客鐵道（JR東海）關西本線的鐵路車站。車站編號為CJ03。

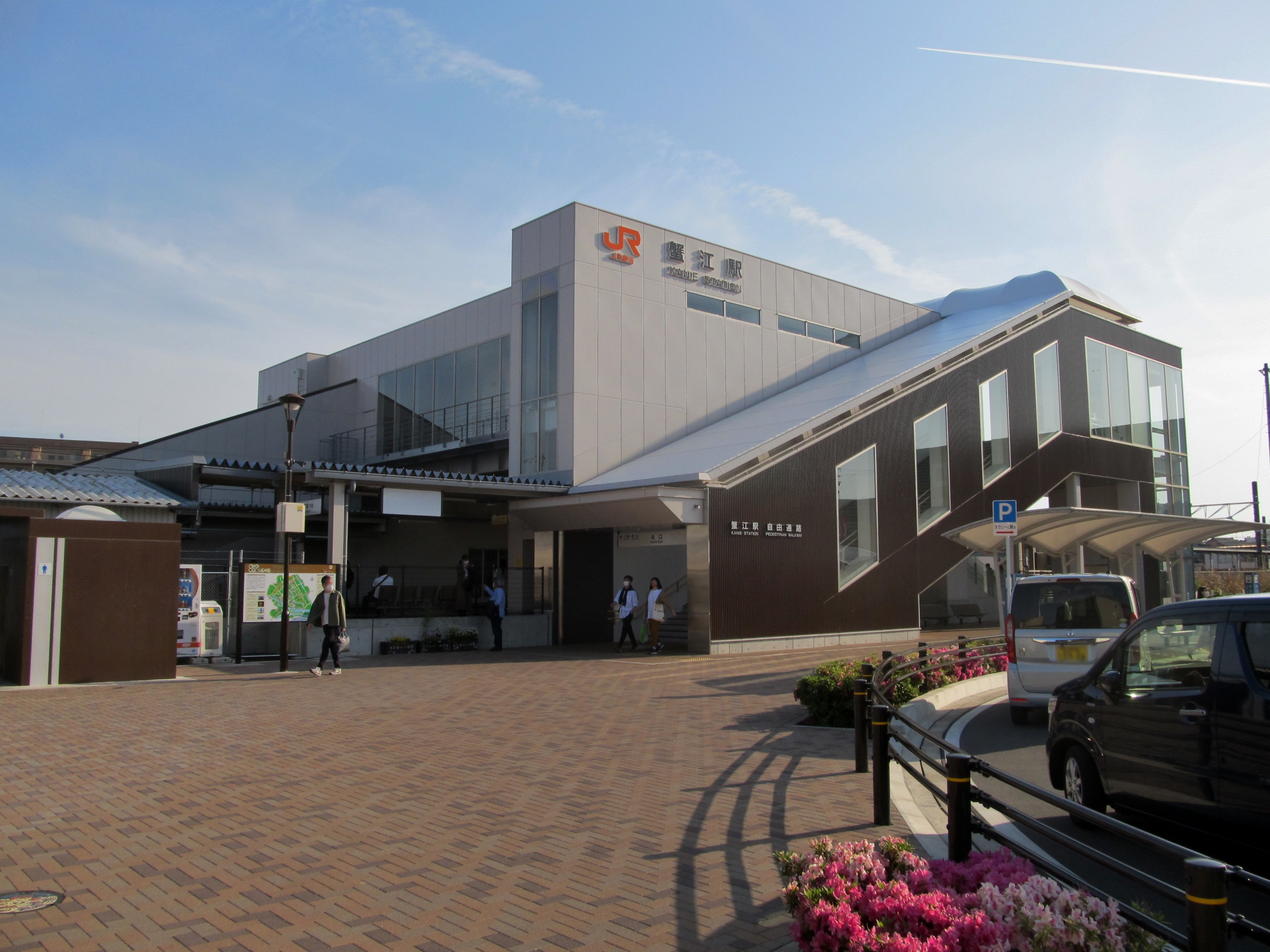
北口（2022年5月）

## 車站構造

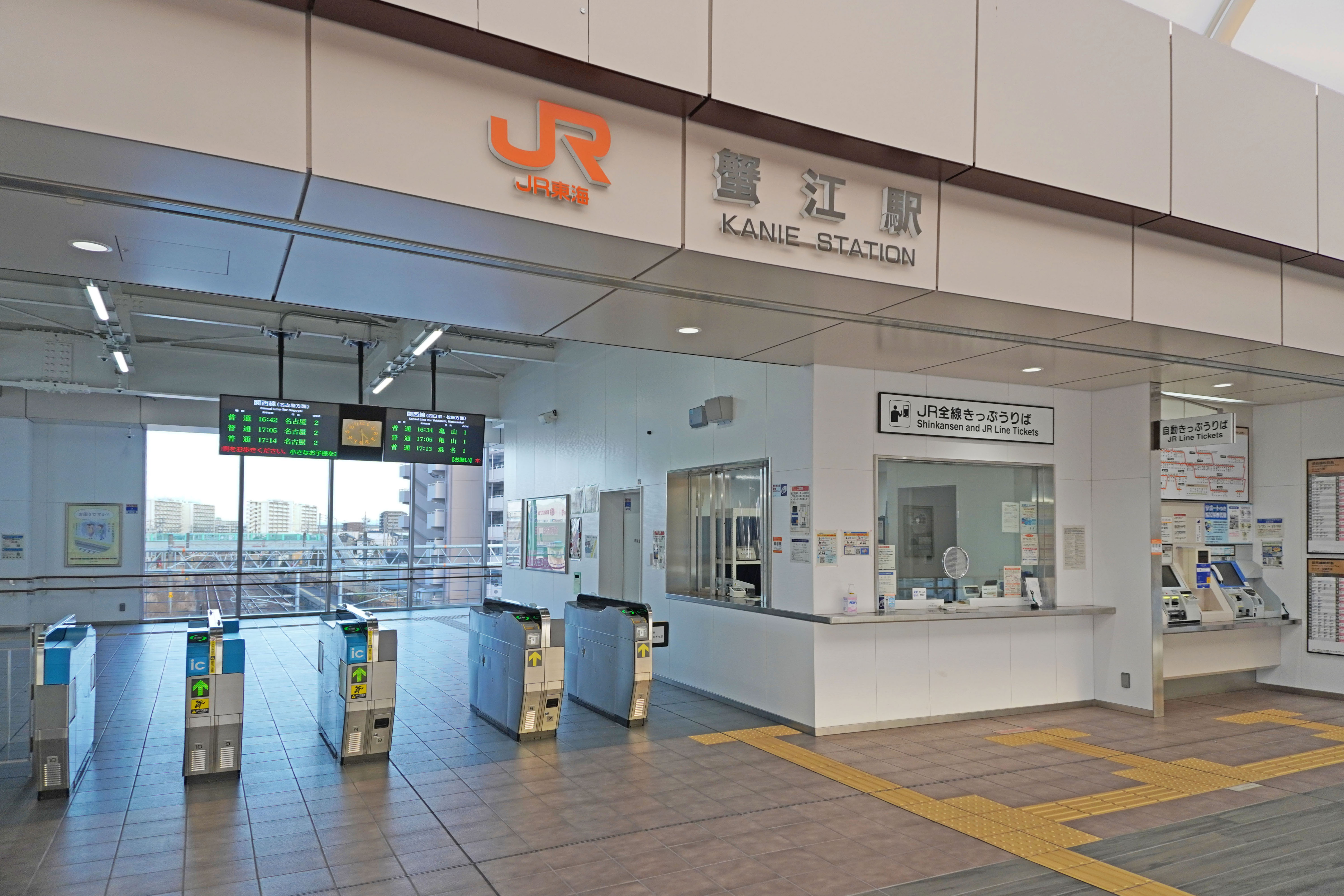
驗票口（2023年1月）

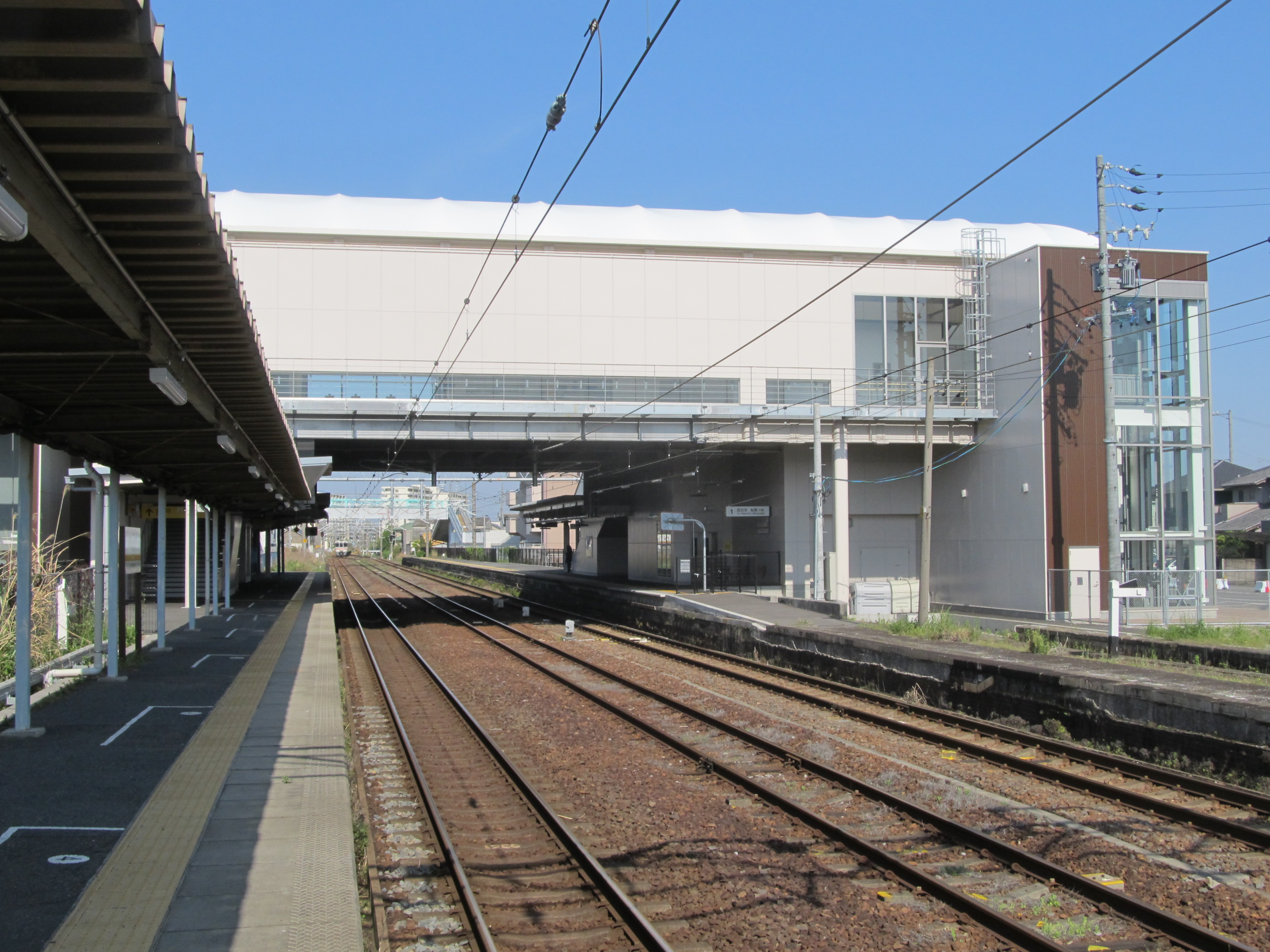
月台（2022年5月）

本站為對向式月台2面2線可交會的地面車站。

### 月台配置
| 月台 | 路線     | 方向 | 目的地           | 備註                |
| ---- | -------- | ---- | ---------------- | ------------------- |
| 1    | 關西本線 | 下行 | 四日市、松阪方向 | 一部分於2號月台開出 |
| 2    | 關西本線 | 上行 | 名古屋方向       |                     |

## 相鄰車站
東海旅客鐵道（JR東海）
 關西本線
■快速「三重」、■快速
通過
■區間快速
名古屋（CJ00）－蟹江（CJ03）－彌富（CJ05）
■普通
春田（CJ02）－蟹江（CJ03）－永和（CJ04）

### 來源
1. 1 2  . 交通新聞 (交通新聞社). 2001-03-06: 1.
2. 鉄道建築ニュース（2001年7月号 pp24-26）